# Parti for Handling og Solidaritet
Parti for Handling og Solidaritet (rumænsk: Partidul Acțiune și Solidaritate, PAS ) er et centrum-højre, liberalt politisk parti i Moldova. PAS blev grundlagt af Maia Sandu, den nuværende præsident for Moldova. Partiet er observatør i Det Europæiske Folkeparti og International Democrat Union.

## Historie

### Dannelse
Partiet blev oprettet under i folkelige protester i 2015–2016 i Moldova og voksende utilfredshed med de regerende partier blandt borgerne. Den 23. december 2015 offentliggjorde Maia Sandu en YouTube-video hvor hun meddelte at hun ville danne et nyt politisk parti. Hun ville oprette et græsrodsparti, der skulle fungere efter principperne for internt demokrati og skulle blive finansieret gennem små donationer. Sandu blev valgt som leder af PAS den 15. maj 2016, og partiet blev officielt registreret den 26. maj samme år. På tidspunktet for registreringen havde partiet 7.500 medlemmer og 20 lokale organisationer. I februar 2017 ansøgte partiet om medlemskab af Det Europæiske Folkeparti.

### I koalitionsregering juni 2019 – november 2019
Ved Moldovas parlamentsvalg i 2019 dannede PAS og Værdighed og Sandhed Platformpartiet (PPDA) et valgforbundet NU Platform der fik 26,8 % af stemmerne. Efter at alliancen delte sig i to separate parlamentsgrupper, endte PAS med 15 mandater. Den 6. juni 2019 meddelte partiet at det var parat til at danne en koalitionsregering med det pro-russiske Parti for Socialister i Republikken Moldova (PSRM) med det mål at frigøre statsinstitutioner som efter deres mening var under oligarkisk kontrol. Efter koalitionen var dannet, blev PSRM-leder Zinaida Greceanîi valgt som parlamentsformand, og Sandu blev premierminister i en koalitionsregering. Hovedsageligt på grund af de betydelige ideologiske forskelle partierne imellem varede regeringen kun i fem måneder og blev opløst den 12. november 2019, efter PSRM og Moldovas Demokratiske Parti (PDM) stemte for et mistillidsvotum.

### I opposition november 2019 – juli 2021
Efter opløsninger af Sandu-regeringen var PAS i opposition. Ved Moldovas præsidentvalg i 2020 blev partiets kandidat og leder Maia Sandu valgt som præsident for Moldova. Ifølge moldovisk lov kan præsidenten ikke være medlem af et politisk parti, hvilket resulterede i at Sandu opgav sit partimedlemskab. Indtil den næste partikongres varetages posten som PAS-formand midlertidigt af første viceformand Igor Grosu.

### I regering fra juli 2021
PAS vandt en jordskredssejr i Moldovas parlamentsvalg i 2021 og fik absolut flertal med 63 ud af i alt 101 pladser i parlamentet. Natalia Gavrilița blev partiets premierminister efter valget.

## Politiske holdninger
PAS er bredt beskrevet som et centrum-højre parti, der går ind for liberalisme, socialliberalisme og økonomisk liberalisme.

### Økonomisk politik
Ifølge sit program støtter PAS ideen om en økonomi baseret på privat initiativ og går ind for en betydelig reduktion af bureaukrati på alle områder. I Moldovas præsidentvalgkamp i 2020 foreslog partiets kandidat Maia Sandu at hæve minimumspensionen til 2.000 lei (ca. 117 USD).

### Udenrigspolitik
PAS støtter integrationen af Moldova i EU, etablering af et strategisk partnerskab med USA og opretholdelse af et normalt og ikke-konfronterende forhold til Rusland. Partiet støtter styrkelsen af Moldovas forhold til Rumænien, men støtter ikke en forening af Rumænien og Moldova.

## Ledelse
| Nr. | Navn                    | Billede | Fra               | Til               |
| --- | ----------------------- | ------- | ----------------- | ----------------- |
| 1   | Maia Sandu              |         | 15. maj 2016      | 10. december 2020 |
| 2   | Igor Grosu (fungerende) |         | 10. december 2020 | Siddende          |